# Zofia Wasilkowska
Zofia Wasilkowska, née Gawrońska le 9 décembre 1910 à Kalisz (Empire russe) et morte le 1er décembre 1996 à Varsovie (Pologne), est une femme politique communiste polonaise puis opposante dans les années 1980. Elle est juge à la Cour suprême entre 1948 et 1953 puis entre 1955 et 1981 ainsi que ministre de la Justice entre 1956 et 1957, devenant ainsi la première femme ministre de la République populaire de Pologne.

## Biographie
Diplômée en droit de l'université de Varsovie en 1932, Zofia Wasilkowska travaille comme stagiaire à la cour d'appel de Varsovie de 1931 à 1933, puis, comme secrétaire juridique au bureau du procureur général, et comme assistante à la faculté de droit de l'université de Varsovie.
Après l'insurrection de Varsovie, elle est emprisonnée dans le camp de concentration de Ravensbrück. En 1945, elle retourne travailler comme secrétaire juridique au bureau du procureur général, après quoi elle devient cheffe adjointe du département au ministère de la Justice jusqu'en 1948. Entre 1948 et 1955 puis entre 1958 et 1981, elle est juge à la Cour suprême.
Elle est vice-présidente de la Ligue des femmes polonaises après la Seconde-Guerre mondiale.
Elle est membre de l'Union de la jeunesse socialiste indépendante, du Parti socialiste polonais (PPS), puis du Parti ouvrier uni polonais (1948-1981). Au cours de la période 1948-1948, elle est suppléante de la présidente du Conseil central des femmes du parti socialiste polonais puis membre du Comité central du Parti uni des travailleurs polonais de 1954 à 1959 ainsi que cheffe suppléante du département des femmes du Comité du PPS de 1949 à 1953. Elle est membre du comité du Parti socialiste polonais.
D'avril 1956 à février 1957, elle occupe le poste de ministre de la Justice, devenant la première femme de l'histoire polonaise à devenir membre d'un gouvernement,,.
Dans les années 1970, Zofia Wasilkowska passe du côté de l'opposition. En 1980, elle devient membre du syndicat Solidarność. Elle est membre du Comité Helsinki et en 1989, l'une des fondatrices de la Fondation Helsinki pour les droits de l'homme. En tant que représentante de Solidarność et de l'opposition, elle participe aux discussions de la Table ronde.
Elle meurt le 1er décembre 1996 à Varsovie. Elle est inhumée le 6 décembre 1996 au cimetière de Powązki de Varsovie.

## Décorations
- Ordre de la Bannière du Travail (première classe)
- 22 juillet 1947 : Ordre Polonia Restituta (chevalier)[11]
- Ordre du Lion blanc
- 1954 : Ordre du Drapeau national de première classe[12]

## Publications
- (pl) Zofia Wasilkowska, Tezy z orzeczeń francuskiego Sądu Kasacyjnego w sprawach cywilnych, 1932 (lire en ligne)
- (pl) Zofia Wasilkowska, Prawa kobiet w Polsce Ludowej, Książka i Wiedza, 1952 (lire en ligne)
- (pl) Zofia Wasilkowska, Kobiety w walce o pokój, Wiedza Powszechna, 1953 (lire en ligne)
- (pl) Zofia Wasilkowska, Odpowiedzialność majątkowa małżonków, Zrzeszenie Prawników Polskich. Zarządy Okręgów Warszawskiego i Katowickiego, 1969 (lire en ligne)
- (pl) Zofia Wasilkowska, Prawo w życiu kobiety, Wydawnictwo Związkowe CRZZ, 1967 (lire en ligne)